# نامه‌ای به رئیس‌جمهور
نامه‌ای به رئیس‌جمهور (انگلیسی: A Letter to the President) فیلمی از سینمای افغانستان به کارگردانی رویا سادات و نویسندگی عزیز دلدار است که در سال ۲۰۱۷ اکران شد.
داستان فیلم، روایتی از زندگی زن جوانی به نام ثریا است که به اتهام قتل همسرش محکوم به اعدام است.
او برای نجات خود، نامه‌ای به رئیس‌جمهوری می‌نویسد و رئیس‌جمهوری پس از خواندن این نامه ناگفته‌های پرونده او را می‌فهمد.
نقش مرکزی این فیلم را لینا علم، هنرپیشه افغانستانی بازی کرده است.
این فیلم به عنوان نماینده سینمای افغانستان در بخش بهترین فیلم خارجی نودمین دوره جوایز اسکار به آکادمی علوم و هنرهای سینمایی معرفی شده‌است.
همچنین این فیلم همچنین در بخش غیررقابتی «درهای باز» جشنواره لوکارنو به نمایش درآمد و سپس در کابل به نمایش عمومی گذاشته شد.

رویا سادات در گفتگویی اظهار نمود که: 
تلاش کردم از لحاظ فنی و محتوایی، بعد از گذشت چندین سال و با تجربه ساختن سریال‌ها و فیلم‌های کوتاه و نیمه‌بلند، این فیلم معیارهای خاص خود را داشته باشد.